# Kastell Livezile

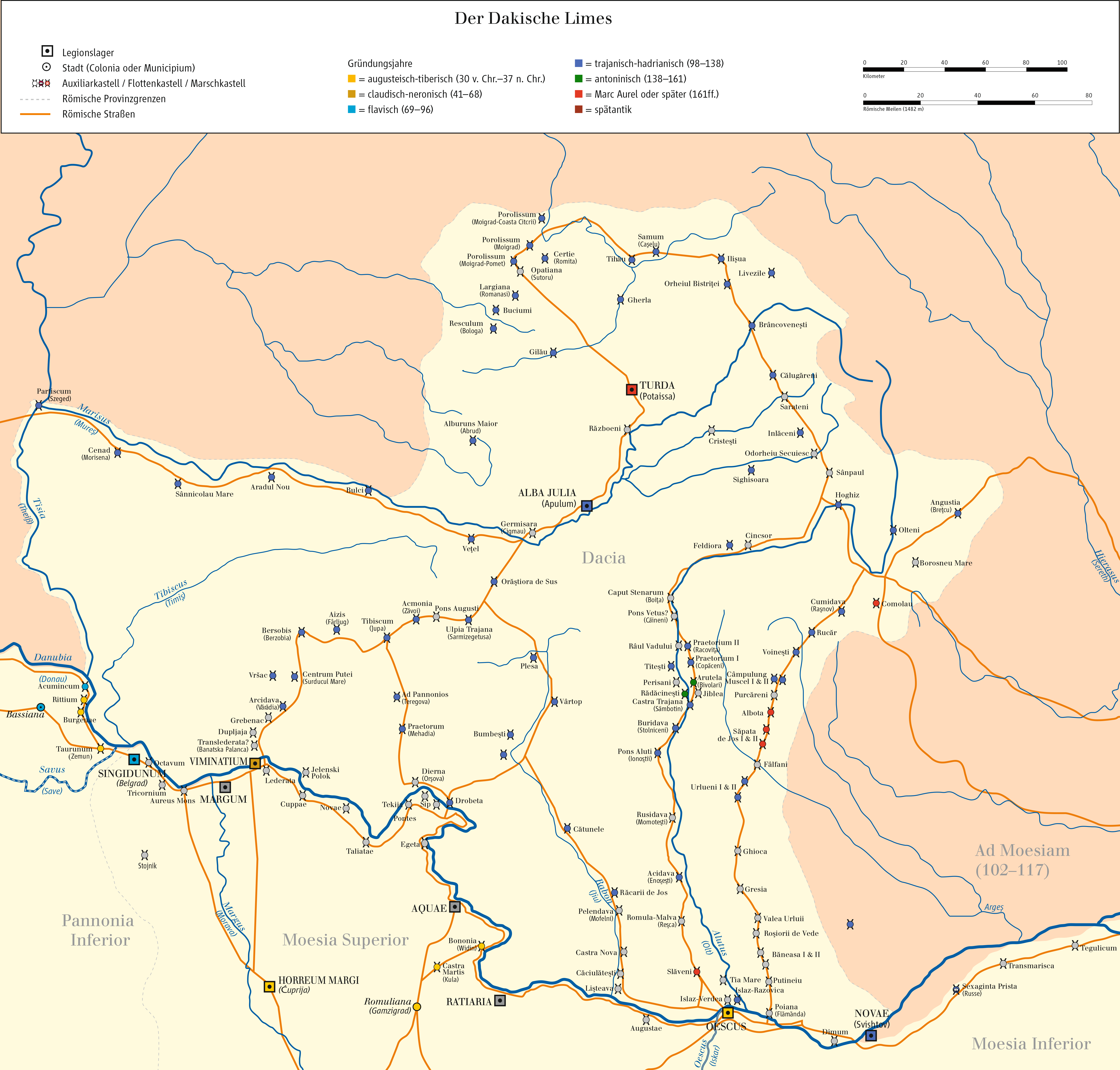
Die dakischen Limites

Das Kastell Livezile war ein römisches Hilfstruppenlager auf dem Gemeindegebiet von Livezile (Jaad), Kreis Bistrița-Năsăud in der rumänischen Region Siebenbürgen. Gemeinsam mit insgesamt 277 Stätten des Dakischen Limes wurde das Kastell Livezile 2024 zum UNESCO-Weltkulturerbe erhoben.

## Lage
Der Fundort des Kastells Livezile befindet sich in den Weiden am nördlichen Rand der Gemeinde und ist zum größten Teil nicht überbaut, jedoch wurde der südliche Kastellbereich durch die Anlage des evangelischen Friedhofs zerstört. Topographisch befindet sich das ehemalige Militärlager auf einem Höhenrücken in dem Bereich, in dem der Bach Racilor in die Bistrița einmündet. In antiker Zeit war es Bestandteil des Limes Porolissensis in der Provinz Dacia superior (später Dacia Porolissensis) und hatte in seiner Position die Aufgabe, den nördlich gelegenen, ins Barbaricum führenden Rodna-Pass zu überwachen. Die Spuren der einstigen römischen Anwesenheit sind noch heute im Gelände wahrnehmbar.

## Archäologische Befunde
Bei den archäologischen Untersuchungen der Jahre 1960/1961 unter der Leitung von Dumitru Protase konnte nur eine einzige Kastellbauphase festgestellt werden. Diese bestand aus einem Holz-Erde-Kastell, das in trajanischer Zeit errichtet, aber vermutlich bereits unter seinem Nachfolger Hadrian wieder aufgegeben worden war.
Das Holz-Erde-Lager besaß einen rechteckigen Grundriss von 120 mal 166 Metern, was einer Grundfläche von knapp zwei Hektar entspricht. Es war mit seinen Seiten in die vier Himmelsrichtungen ausgerichtet, wobei die Längsseiten nach Osten und nach Westen wiesen, so dass davon auszugehen ist, das es mit seiner Prätorialfront (Vorderseite) nach Norden, zum Feind hin orientiert war. Vor der Holz-Erde-Mauer befand sich ein einfacher Graben, der an der Südseite des Kastells mit einer Breite von 5,25 m und einer durchschnittlichen Tiefe von 1,80 m, an den anderen Seiten mit einer Breite von 4,00 m bei einer Tiefe von 1,25 m aufgemessen werden konnte. Über die ehemalige Kastellbesatzung ist nichts bekannt.

## Limesverlauf
Zwischen dem Kastell Livezile und dem Kastell Orheiu Bistriței, im heutigen Siedlungsbild etwa knapp zwei Kilometer Luftlinie nördlich der Gemeinde Budacu de Jos, vier Kilometer südsüdöstlich von Bistrița, rund sechs Kilometer westlich des Kastells Orheiu Bistriței und knapp zehn Kilometer südsüdwestlich des Kastells Livezile wurde in einem Waldgebiet ein Wachturm mit quadratischem Grundriss festgestellt (RO055), der bis zu seiner Untersuchung noch nicht gestört worden war. Die Fundstelle war gut erhalten und das den Turm umgebende Wall-Graben-System ist noch gut im Gelände sichtbar.

## Fundverbleib und Denkmalschutz
Die Funde der Ausgrabungen im Bereich des Kastells Livezile werden im Muzeul Judecean Bistrița-Năsăud, (Kreismuseum Bistrița-Năsăud) in Bistrița aufbewahrt.
Die gesamte archäologische Stätte und im Speziellen das Kastell stehen nach dem 2001 verabschiedeten Gesetz Nr. 422/2001 als historische Denkmäler unter Schutz und sind mit dem LMI-Code BN-I-s-A-01361 in der nationalen Liste der historischen Monumente (Lista Monumentelor Istorice) eingetragen. Zuständig ist das Ministerium für Kultur und nationales Erbe (Ministerul Culturii şi Patrimoniului Naţional), insbesondere das Generaldirektorat für nationales Kulturerbe, die Abteilung für bildende Kunst sowie die Nationale Kommission für historische Denkmäler sowie weitere, dem Ministerium untergeordnete Institutionen. Ungenehmigte Ausgrabungen sowie die Ausfuhr von antiken Gegenständen sind in Rumänien verboten.